# Silanole

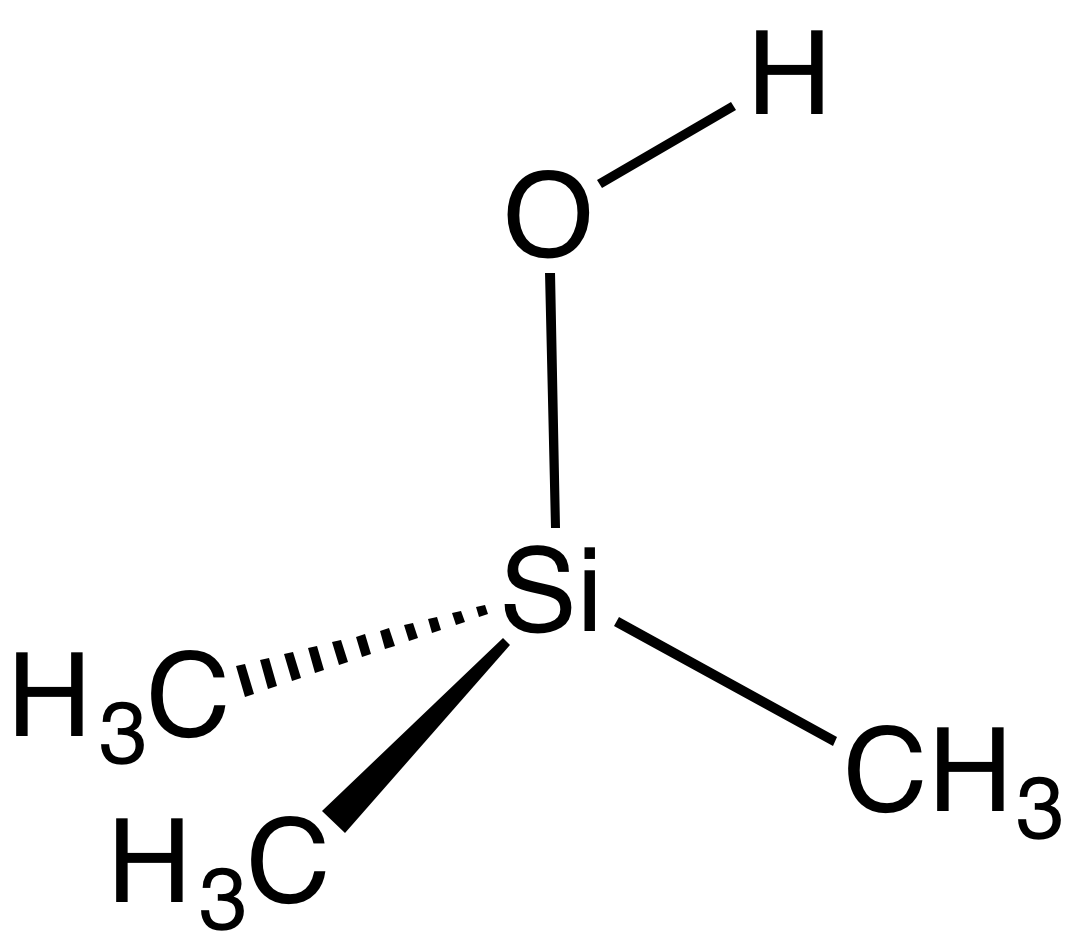
struktura trimetylosilanolu

Silanole – grupa związków chemicznych zawierających ugrupowanie Si−O−H, analogiczne do grupy hydroksylowej C−O−H w alkoholach. Zalicza się do nich związki nieorganiczne o budowie Si
nH
2n+1OH oraz związki organiczne o budowie R
3SiOH (gdzie R – dowolna grupa organiczna), będące pochodnymi silanolu, H
3SiOH. Organiczne silanole wykorzystuje się m.in. jako produkty przejściowe w chemii krzemoorganicznej i w mineralogii związków krzemu. 

## Otrzymywanie

### Z alkoksysilanów
Pierwszym laboratoryjnie wyizolowanym silanolem był trietylosilanol (Et
3SiOH), którego obecność odnotował w 1871 roku Albert Ladenburg. Otrzymał go poprzez hydrolizę związku o wzorze Et
3SiOEt, (gdzie −Et oznacza grupę etylową −C
2H
5).

### Z sililochlorowców oraz ze związków im pokrewnych
Silanole są zwykle syntetyzowane na drodze hydrolizy chlorowcosilanów (sililochlorowców), alkoksysilanów lub aminosilanów. Najpowszechniejszymi substratami w tego typu reakcjach są chlorosilany:
R
3Si−Cl + H
2O  →  R
3Si−OH + HCl
Hydroliza fluorosilanów wymaga zastosowania bardziej reaktywnych odczynników, np. zasad. Alkoksysilany (etery sililowe) o wzorze ogólnym R
3Si(OR') ulegają hydrolizie względnie wolno. W porównaniu z eterami sililowymi kwasy sililowe ulegają hydrolizie szybciej, z tą też korzyścią, że wydzielany w tych reakcjach kwas octowy jest mniej agresywny. Z tego powodu kwasy sililowe są zalecanymi odczynnikami do tego typu reakcji.

### Z utlenienia sililowodorków
Alternatywny szlak otrzymywania silanoli wymaga utlenienia silanowodorków. Do tego celu stosuje się szeroki wachlarz utleniaczy, do których można zaliczyć:
- tlen atmosferyczny,
- peroksokwasy,
- dioksiran,
- nadmanganian potasu (dla silanów trudnoutlenialnych).

W obecności katalizatorów silany ulegają hydrolizie według równania:
R
3Si−H + H
2O  →  R
3Si−OH + H
2

## Struktura i przykłady
Długość wiązania Si–O standardowo wynosi 1,65 Å. W stanie stałym znaczący udział w stabilizacji struktur międzycząsteczkowych odgrywają wiązania wodorowe.
Zdecydowana większość silanolów posiada tylko jedną grupę hydroksylową, np. trimetylosilanol. Znanych jest jednak w tej rodzinie wiele związków polihydroksylowych takich jak silanodiole (np. difenylosilanodiol). W przypadku wielkocząsteczkowych substytuentów uzyskano też silanotriole.

## Reakcje

### Kwasowość
Silanole są bardziej kwasowe od alkoholi. Trend ten jest paradoksalny, zważywszy że krzem jest o wiele mniej elektroujemny niż węgiel (odpowiednio ich liczby Paulinga wynoszą 1,90 oraz 2,55). Dla Et
3SiOH stała dysocjacji pKa na wartość szacowaną na 13,6. Dla porównania pKa alkoholu tert-butylowego wynosi 19. Tymczasem stała równowagowa pKa  dla (3-ClC
6H
4)Si(CH
3)
2OH wynosi 11. Ze względu na ich większą kwasowość, silanole mogą być w pełni zdeprotonowane w roztworze wodnym. W szczególności dotyczy to arylosilanolów. Sprzężone zasady silanoli dzieli się na silanoksydy oraz na silanolany. Pomimo opisanej rozbieżności w kwasowości alkoksydów i siloksydów, ich sprzężone zasady wykazują duże podobieństwo.

### Kondensacja
Silanole ulegają kondensacji z wytworzeniem disilooksanów:
2R
3SiOH  →  R
3Si−O−SiR
3 + H
2O
Przemiany chlorowcosilanów, kwasów sililowych, oraz eterów sililowych w silooksany zachodzić mogą przede wszystkim z wytworzeniem intermediatów w postaci silanoli

### Koagulacja
Proces koagulacji, pociągający za sobą przemiany związków takich jak np. Si(OEt)
4 w hydraty dwutlenku krzemu SiO
2, również powoduje powstanie intermediatów silanolowych.

## Występowanie
Silanole występują nie tylko jako sztucznie otrzymywane związki chemiczne, są też wszechobecne na powierzchni krzemionki oraz powiązanymi z nią krzemianami. To dzięki ich obecności żel krzemionkowy posiada zdolność do absorpcji. W chromatografii derywatyzacja zachodzi w obrębie dostępnych dla środowiska reakcyjnego grup silanolowych związanych z fazą stacjonarną poprzez grupy trimetylosililowe co odnotowane jest w literaturze jako endcapping. Organosilanole występują jako intermediaty w procesach przemysłowych takich jak wytwarzanie silikonów. Ponadto organosilanole występują jako metabolity podczas biodegradacji małopierścieniowych silikonów u ssaków.

trisilanolowy intermediat w postaci sześciennej cząsteczki silseskwioksanu

## Wpływ na organizmy żywe
Wiele silanodioli oraz silanotrioli przyczynia się do inhibicji enzymów hydrolitycznych takich jak termolizyna oraz acetylocholinesteraza.
Z drugiej strony niektóre silanole znajdują zastosowanie w przemyśle spożywczym. Metylosilanotriol, MeSi(OH)
3 (MMST, tzw. „krzem organiczny”) jest pochodną kwasu krzemowego, do której wprowadzono grupę metylową. Związek ten wykorzystuje się do suplementacji krzemu u ludzi. Zastosowanie metylosilanotriolu przeciwdziała polimeryzacji kwasu krzemowego do kwasu polikrzemowego o znacznie mniejszej przyswajalności. Przy obecności metylosilanotriolu możliwe jest osiągnięcie stężenia krzemu powyżej 0,1%, dzięki czemu suplementacja może być bardziej efektywna.

## Silanole macierzyste
W sposób ścisłym nazwa „silanol” dotyczy związku chemicznego o wzorze H
3SiOH (CAS 14475-38-8). Związki o wzorze ogólnym SiH
4−n(OH)
n dla n ∈ {1,2,3,4} są wysoce niestabilne oraz przede wszystkim stanowiące przedmiot zainteresowania chemików teoretycznych w ramach badań podstawowych. Silanol poddany działaniu perhydrolu, zwany też czasem kwasem ortokrzemowym, jest często omawiany w tego typu badaniach, ale jak dotąd nie został dobrze scharakteryzowany.